# 1999 NJ53
1999 NJ53 är en asteroid i huvudbältet som upptäcktes den 12 juli 1999 av LINEAR i Socorro County, New Mexico.